# Alex Zahara

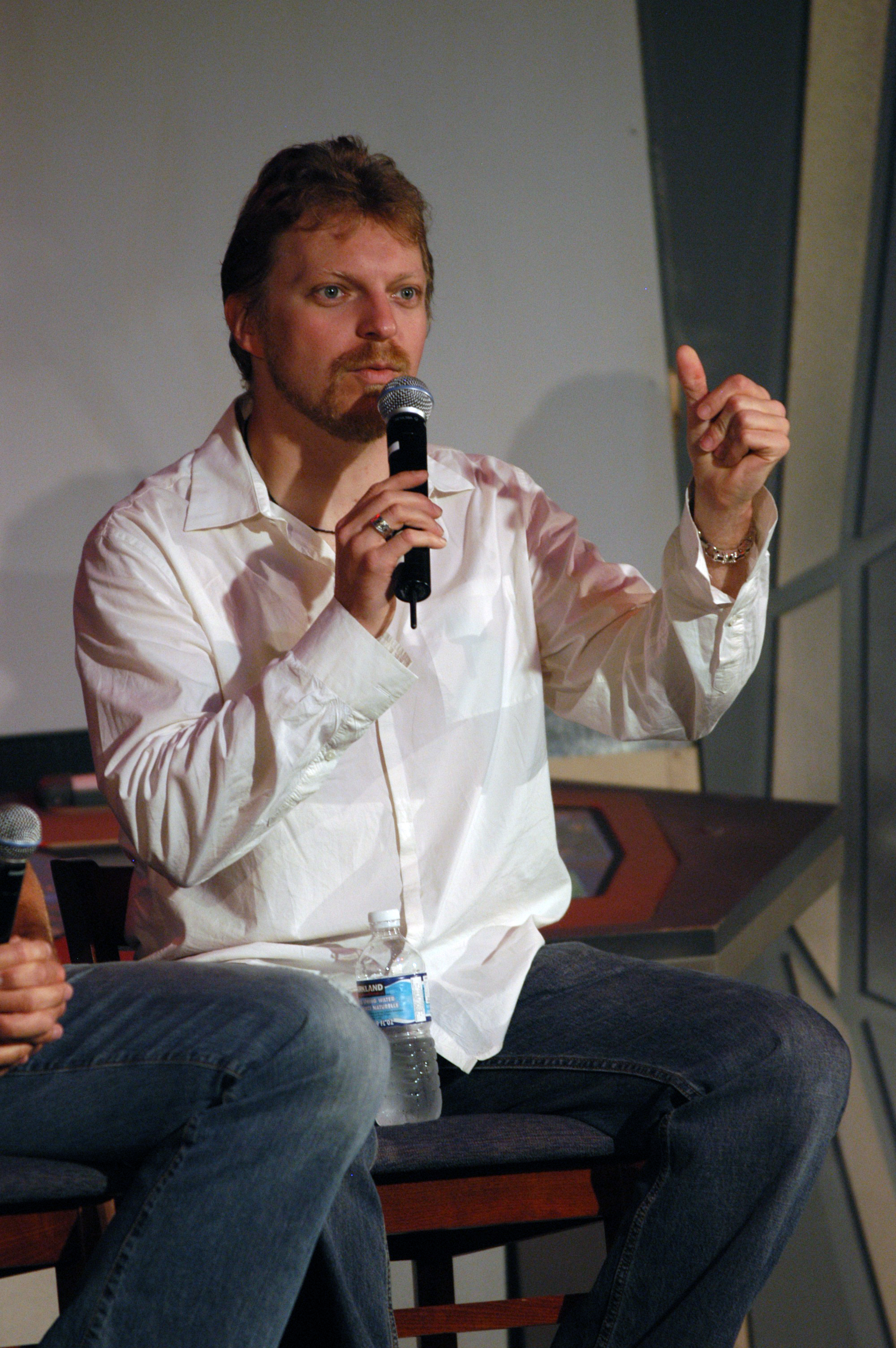
Alex Zahara (2005)

Alex Zahara (* in Grande Prairie, Alberta) ist ein kanadischer Schauspieler und Synchronsprecher.

## Leben
Zahara wurde in Grande Prairie geboren und besuchte die dortige High School. Er besuchte die University of Alberta und die University of British Columbia, wo er seinen Bachelor of Fine Arts in Theater erwarb. Seit 1989 ist er als Schauspieler tätig und übernimmt außerdem Arbeiten als Synchronsprecher für Filme, Fernsehserien und Videospiele.

## Filmografie (Auswahl)

### Schauspiel
- 1989: Schrei am Abgrund (Small Sacrifices) (Mini-Serie)
- 1997: Sprung ins Ungewisse (Breaking the Surface: The Greg Louganis Story) (Fernsehfilm)
- 1998: Der Sentinel – Im Auge des Jägers (The Sentinel) (Fernsehserie, Episode 3x22)
- 1998–2003: Stargate – Kommando SG-1 (Stargate SG-1) (Fernsehserie, 8 Folgen)
- 1999: Der 13te Krieger (The 13th Warrior)
- 2000: Quarantäne (Quarantine)
- 2001: Stirb später, Liebling (Kill Me Later)
- 2001: Turbulence 3
- 2002: Legende der Ranger (Babylon 5: The Legend of the Rangers: To Live and Die in Starlight) (Fernsehfilm)
- 2004: The Keeper
- 2007: All About Tammy (Taming Tammy)
- 2008: Monster Village – Das Dorf der Verfluchten (Ogre)
- 2009: Ice Twister
- 2011: Super Twister (Mega Cyclone) (Fernsehfilm)
- 2012: Armageddon 2012 – Die letzten Stunden der Menschheit (Earth’s Final Hours) (Fernsehfilm)
- 2013: Horns
- 2014: Eissturm aus dem All (Christmas Icetastrophe) (Fernsehfilm)
- 2014: Motive (Fernsehserie, 1 Folge)
- 2016: Feuer im Kopf (Brain on Fire)
- 2015–2018: The Man in the High Castle (Fernsehserie, 8 Folgen)
- 2016: Das 9. Leben des Louis Drax (The 9th Life Of Louis Drax)
- 2017–2019: Riverdale (Fernsehserie, 3 Folgen)
- 2018: My Little Pony: Freundschaft ist Magie (My Little Pony: Friendship is Magic) (Fernsehserie, 1 Folge)
- 2019: iZombie (Fernsehserie, 1 Folge)
- 2019: See: Reich der Blinden (See, Fernsehserie, 1 Folge)
- 2020: Batwoman (Fernsehserie, 4 Folgen)
- 2025: Final Destination: Bloodlines

### Synchronsprecher
- 1997–1999: Roswell Conspiracies – Die Aliens sind unter uns (Roswell Conspiracies: Aliens, Myths and Legends) (Zeichentrickserie, 41 Episoden)
- 2006: Das Mädchen, das durch die Zeit sprang (Toki o kakeru shōjo) (Zeichentrickfilm)
- 2006–2007: Nana (Zeichentrickserie, 34 Episoden)
- 2007: Glimpse (Kurzfilm, Sprechrolle)
- 2007–2009: Mobile Suit Gundam 00 (Kidō Senshi Gandamu Daburu Ō) (Zeichentrickserie, 49 Episoden)
- 2014: Eternals (Zeichentrickserie, 10 Episoden)
- 2015–2016: Gin Tama (Zeichentrickserie, 11 Episoden)
- 2017: Nils Holgersson (Animationsserie, 5 Episoden)